# Hypaspidius lachaumei
Hypaspidius lachaumei är en skalbaggsart som beskrevs av Soula 2002. Hypaspidius lachaumei ingår i släktet Hypaspidius och familjen Rutelidae. Inga underarter finns listade i Catalogue of Life.